# Old Glory DC
Actualités
Le Old Glory DC est un club américain de rugby à XV basé à Washington. Créé en 2018, il évolue en Major League Rugby.

## Historique
Le 2 novembre 2018, le club de Washington est sélectionné pour intégrer la Major League Rugby à partir de la saison 2020. Il est d'abord connu sous le nom générique de DC MLR,.
En mars 2019, la Fédération écossaise de rugby acquiert une part d'actionnariat d'environ 30% de la franchise américaine. Cet investissement est le résultat des précédentes tentatives d'expansion infructueuses du Pro14 vers le continent nord-américain. La Scottish Rugby Union devient ainsi la première fédération majeure à entrer dans les capitaux de la Major League Rugby,.
Pour cette première saison, le club évolue au Cardinal Stadium (en) de l'université catholique d'Amérique. Après deux saisons, l'équipe acte son déménagement au Segra Field (en), situé à Leesburg, en bordure de l'État voisin de la Virginie, rejoignant les franchises de soccer de Washington, le D.C. United et le Spirit de Washington.
La saison 2023 voit DC participer à la phase finale pour la première fois.
Pour la saison 2024, l'équipe déménage au Maryland SoccerPlex de Germantown.

## Joueurs emblématiques

### Joueurs internationaux à XV
- Luke Campbell (en)
- Doug Fraser (en)
- Ciaran Hearn
- Apisai Naikatini (en)
- Tendai Mtawarira
- Danny Tusitala (en)
- Jamason Fa’anana-Schultz (en)
- Thretton Palamo
- Mike Sosene-Feagai (en)

### Autres joueurs
- Declan O'Donnell (en)

## Joueurs et personnalités du club

### Effectif 2025
| Poste            | Nom                      | Naissance         | Nationalité      | International | Dernier club           | Arrivée au club en |
| ---------------- | ------------------------ | ----------------- | ---------------- | ------------- | ---------------------- | ------------------ |
| Pilier           | Kevin Brou               | 10 août 1993      | Côte d'Ivoire    | -             | SC Albi                | 2024               |
|                  | Jack Iscaro              | 4 août 1997       | États-Unis       | 2 (0)         | Formé au club          | 2021               |
|                  | Cali Martinez            | 13 octobre 1996   | Canada           | -             | Bayside RFC            | 2023               |
|                  | Quentin Newcomer         | 16 juillet 1996   | États-Unis       | -             | New England Free Jacks | 2023               |
|                  | Tyler Rowland            | 16 octobre 1999   | Canada           | 1 (0)         | Toronto Arrows         | 2024               |
|                  | Joe Wrafter              | 29 janvier 1996   | Angleterre       | -             | Hartpury College       | 2024               |
| Talonneur        | Facundo Gattas           | 2 juillet 1995    | Uruguay          | 39 (15)       | Hindú Club             | 2022               |
|                  | Koikoi Nelligan          | 2 novembre 1999   | États-Unis       | -             | Formé au club          | 2023               |
|                  | Martin Vaca              | 2 juin 2001       | Argentine        | -             | RC Narbonne            | 2024               |
| Deuxième ligne   | Ignacio Dotti            | 18 août 1994      | Uruguay          | 59 (20)       | Peñarol Rugby          | 2024               |
|                  | Rob Harley               | 26 mai 1990       | Écosse           | 23 (5)        | Colomiers Rugby        | 2024               |
|                  | Tevita Naqali            | 21 juin 1996      | Fidji            | -             | VRAC Valladolid        | 2020               |
|                  | Charlie Overton          | 22 septembre 1999 | États-Unis       | -             | Miami Sharks           | 2024               |
|                  | Bill Whiteside           | 31 août 1999      | États-Unis       | -             | Rugby New York         | 2024               |
| Troisième ligne  | Lautaro Bavaro           | 9 avril 1994      | Argentine        | -             | Hindú Club             | 2023               |
|                  | Brady Daniel             | 22 juin 1999      | États-Unis       | -             | American Raptors       | 2022               |
|                  | Cory Daniel              | 11 septembre 1995 | États-Unis       | 7 (0)         | Formé au club          | 2021               |
|                  | Jamason Fa'anana-Schultz | 13 juin 1996      | États-Unis       | 13 (25)       | Kurita Akishima        | 2020               |
|                  | Collin Grosse            | 12 juillet 1999   | États-Unis       | -             | Formé au club          | 2023               |
|                  | Dacoda Worth             | 4 octobre 1991    | États-Unis       | -             | Chicago Hounds         | 2024               |
| Demi de mêlée    | Connor Buckley           | 5 mars 1999       | États-Unis       | -             | Rugby New York         | 2024               |
|                  | Ethan McVeigh            | 14 décembre 1999  | États-Unis       | -             | American Raptors       | 2024               |
|                  | Danny Tusitala           | 18 octobre 1991   | Samoa            | 5 (5)         | New England Free Jacks | 2024               |
| Demi d'ouverture | Gradyn Bowd              | 27 août 1992      | Canada           | 10 (4)        | Castaway Wanderers     | 2023               |
|                  | Mike Weir                | 27 janvier 2000   | États-Unis       | -             | Formé au club          | 2023               |
| Centre           | Tommaso Boni             | 15 janvier 1993   | États-Unis       | 2 (0)         | Zebre Parma            | 2024               |
|                  | Jason Emery              | 21 septembre 1993 | Nouvelle-Zélande | -             | Manawatu               | 2025               |
|                  | Steff Hughes             | 11 février 1994   | Pays de Galles   | -             | Dragons RFC            | 2025               |
|                  | Palema Roberts           | 2 mars 1998       | États-Unis       | -             | Life RFC               | 2024               |
|                  | Ishmail Shabazz          | 24 juillet 1997   | États-Unis       | -             | Rugby New York         | 2024               |
|                  | William Talataina        | 5 août 1995       | Samoa            | -             | Southland              | 2022               |
| Ailier           | Perry Humphreys          | 17 octobre 1994   | Angleterre       | -             | Worcester Warriors     | 2024               |
|                  | John Powers              | 8 juillet 1997    | États-Unis       | -             | Rugby New York         | 2024               |
|                  | John Rizzo               | 20 juin 1998      | États-Unis       | -             | Washington Irish RFC   | 2022               |
| Arrière          | Mike Dabulas             | 13 décembre 1996  | États-Unis       | 1 (0)         | Formé au club          | 2020               |
|                  | Damien Hoyland           | 11 janvier 1994   | Écosse           | 5 (5)         | Edinburgh Rugby        | 2024               |

## Bilan par saison
| Saison | Classement | Conférence | Pts | MJ | V | N | D  | PM  | PE  | Diff  | B  | Phase finale                          |
| ------ | ---------- | ---------- | --- | -- | - | - | -- | --- | --- | ----- | -- | ------------------------------------- |
| 2020   | 2e         | Est        | 17  | 5  | 4 | 0 | 1  | 122 | 129 | - 7   | 1  | saison annulée                        |
| 2021   | 5e         | Est        | 39  | 16 | 6 | 1 | 9  | 409 | 490 | - 81  | 13 | non qualifié                          |
| 2022   | 6e         | Est        | 23  | 16 | 3 | 0 | 13 | 423 | 591 | - 168 | 11 | non qualifié                          |
| 2023   | 3e         | Est        | 43  | 16 | 7 | 1 | 8  | 408 | 443 | - 35  | 13 | Demi-finale contre New England (7-25) |
| 2024   | 4e         | Est        | 42  | 16 | 7 | 2 | 7  | 394 | 416 | - 22  |    | non qualifié                          |